# Medal „Siły Zbrojne w Służbie Ojczyzny”
Medal „Siły Zbrojne w Służbie Ojczyzny” − polskie odznaczenie wojskowe, odznaczenie ministerialne, przyznawane za nienaganną długoletnią służbę lub pracę w wojsku.
Po raz pierwszy medal został ustanowiony w 1951, od tej pory szczegółowe zasady jego nadawania i ranga odznaczenia ulegały zmianom. Do 1968 było to odznaczenie państwowe nadawane przez głowę państwa, od 1968 do chwili obecnej − odznaczenie ministerialne, nadawane przez Ministra Obrony Narodowej.

## Zasady nadawania – historia

### 1951−1960
Medal „Siły Zbrojne w Służbie Ojczyzny” został ustanowiony przez Sejm PRL ustawą z dnia 26 maja 1951 w celu wyróżnienia żołnierzy za długoletnią i nienaganną służbę w Siłach Zbrojnych. Medal dzielił się na trzy stopnie: złoty, srebrny, brązowy. Nadawano go początkowo jedynie żołnierzom w czynnej służbie wojskowej, którzy nienagannie przesłużyli w Siłach Zbrojnych PRL:
- piętnaście lat (złoty),
- dziesięć lat (srebrny),
- pięć lat (brązowy medal).

Medal mógł być nadany w każdym stopniu tylko raz. Nadawał go Prezydent RP, a od 1952 Rada Państwa na wniosek Ministra Obrony Narodowej lub Ministra Bezpieczeństwa Publicznego (żołnierzom wojsk wewnętrznych). Rozporządzeniem Rady Ministrów z 11 sierpnia 1951 nadano medalowi statut, określający m.in. zasady zaliczania okresów służby. Medal nadawano z okazji Święta Wojska Polskiego (wówczas 12 października).

### 1960−1968
Ustawą z 17 lutego 1960 o orderach i odznaczeniach zmieniono warunki nadawania medalu, określając, że Złoty lub Srebrny Medal „Siły Zbrojne w Służbie Ojczyzny” nadaje się żołnierzom w czynnej służbie wojskowej, którzy nienagannie przesłużyli w Siłach Zbrojnych Polskiej Rzeczypospolitej Ludowej:
- dwadzieścia pięć lat (Złoty),
- piętnaście lat (Srebrny).

Mógł on być nadany również pracownikom cywilnym, którzy nienagannie przepracowali w służbie Sił Zbrojnych PRL dwadzieścia pięć lub piętnaście lat. Z dniem ogłoszenia tej ustawy (29 lutego 1960), nadawanie Brązowego Medalu „Siły Zbrojne w Służbie Ojczyzny” uznano za zakończone.

### 1968−1995
Ustawą z 15 lipca 1968 uznano za zakończone nadawanie dotychczasowego Medalu „Siły Zbrojne w Służbie Ojczyzny” oraz na nowo ustanowiono Medal „Siły Zbrojne w Służbie Ojczyzny” jako zaszczytne wyróżnienie za długoletnią służbę w Siłach Zbrojnych Polskiej Rzeczypospolitej Ludowej, tym razem nadawane przez Ministra Obrony Narodowej. Medal ten ponownie dzielił się na trzy stopnie: Złoty, Srebrny i Brązowy. Nadawany był żołnierzom zawodowym, którzy nienagannie przesłużyli w Siłach Zbrojnych:
- dwadzieścia lat (Złoty),
- dziesięć lat (Srebrny),
- pięć lat (Brązowy).

Medal mógł być nadawany również pracownikom cywilnym, którzy nienagannie przepracowali w Siłach Zbrojnych odpowiednią liczbę lat.

## Zasady nadawania – obecnie
Po raz kolejny medal ten został ustanowiony ustawą z 14 grudnia 1995, która uchyliła poprzednio obowiązująca ustawę z 1968. Według obecnie obowiązującej ustawy, Medal „Siły Zbrojne w Służbie Ojczyzny” jest zaszczytnym wyróżnieniem za długoletnią wzorową służbę lub pracę w SZ RP. Zachowano podział na trzy stopnie: Złoty, Srebrny i Brązowy. Medal nadaje Minister Obrony Narodowej z okazji Święta Wojska Polskiego. Medal tego samego stopnia może być nadany tej samej osobie tylko jeden raz. Ustawa z 11 marca 2022 r. utrzymała ten medal.
Medal „Siły Zbrojne w Służbie Ojczyzny” może być nadany żołnierzowi zawodowemu lub pracownikowi wojska, który wzorowo przesłużył w zawodowej służbie wojskowej lub przepracował w  SZ PRL i SZ RP odpowiednio co najmniej:
- dwadzieścia pięć lat (złoty),
- piętnaście lat (srebrny),
- pięć lat (brązowy).

## Opis odznaki
Odznaką medalu „Siły Zbrojne w Służbie Ojczyzny”, określoną początkowo rozporządzeniem Rady Ministrów z 11 sierpnia 1951, był okrągły wieniec laurowy o średnicy 34 mm, na który nałożone są dwa skrzyżowane miecze, zwrócone ostrzami ku górze, wystające poza krawędź wieńca. W środku wieńca znajduje się okrągła tarcza, czerwono emaliowana, o średnicy 16 mm (następnie 15 mm), z nałożonym na nią srebrzonym orłem bez korony. Tarcza umieszczona jest w biało emaliowanym otoku. Na otoku znajduje się napis: SIŁY ZBROJNE W SŁUŻBIE OJCZYZNY. W dolnej części wieńca znajdowała się mała owalna czerwono emaliowana tarcza z umieszczoną cyfrą rzymską liczby lat służby, za którą został nadany. Wieniec, miecze, obramowania i napisy są złocone, srebrzone lub brązowe w zależności od stopnia medalu. Rewers jest gładki.
Mimo kolejnych zmian medalu, sama odznaka nie uległa znaczącym zmianom. Od 1960 średnicę tarczy z orłem określono na 15 mm. Według przepisów z 1995, oznaka jest opisana w taki sam sposób, z tym, że na tarczy jest umieszczony srebrzony orzeł według wzoru godła Polski (w koronie). Brak jest ponadto małej tarczy z cyfrą rzymską oznaczająca liczbę lat służby.
Wstążka medalu nie ulegała zmianom; jest czerwona, szerokości 35 mm, z dwoma białymi pionowymi paskami szerokości 2 mm po bokach z każdej strony wstążki.
Medal noszono na lewej piersi, w kolejności po Medalu „Za Ofiarność i Odwagę”. Po 1992, medal ten nosi się po odznaczeniach państwowych tworzących aktualny system odznaczeń, a przed Medalem „Za zasługi dla obronności kraju”.

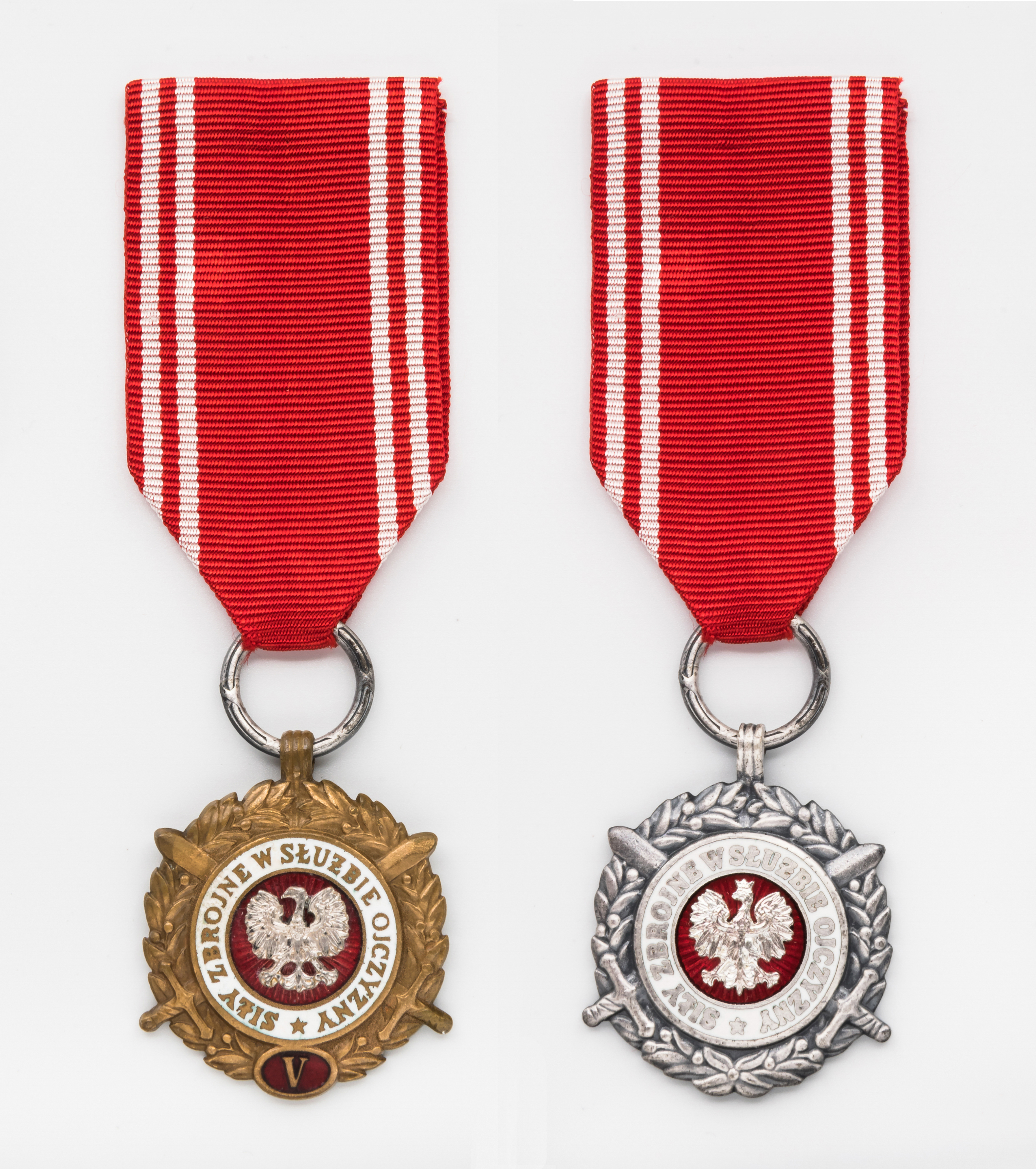
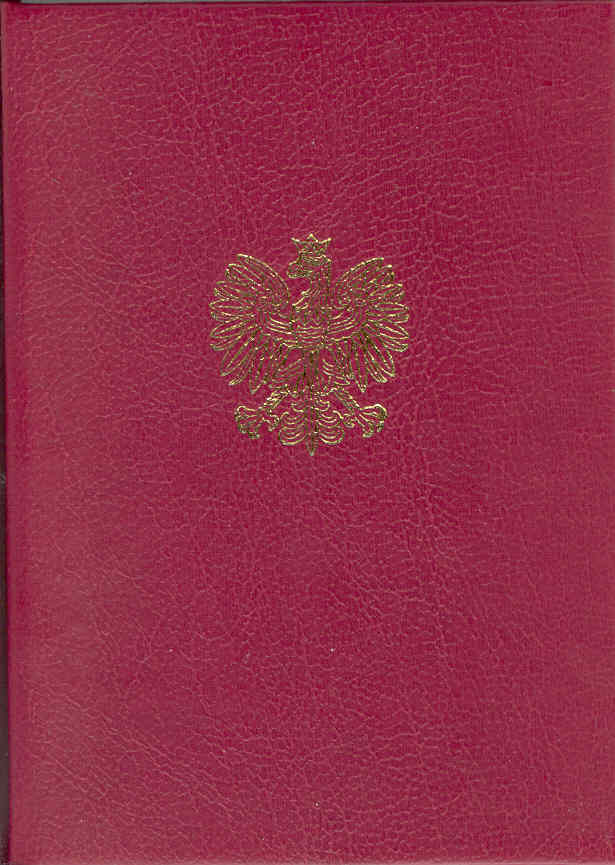
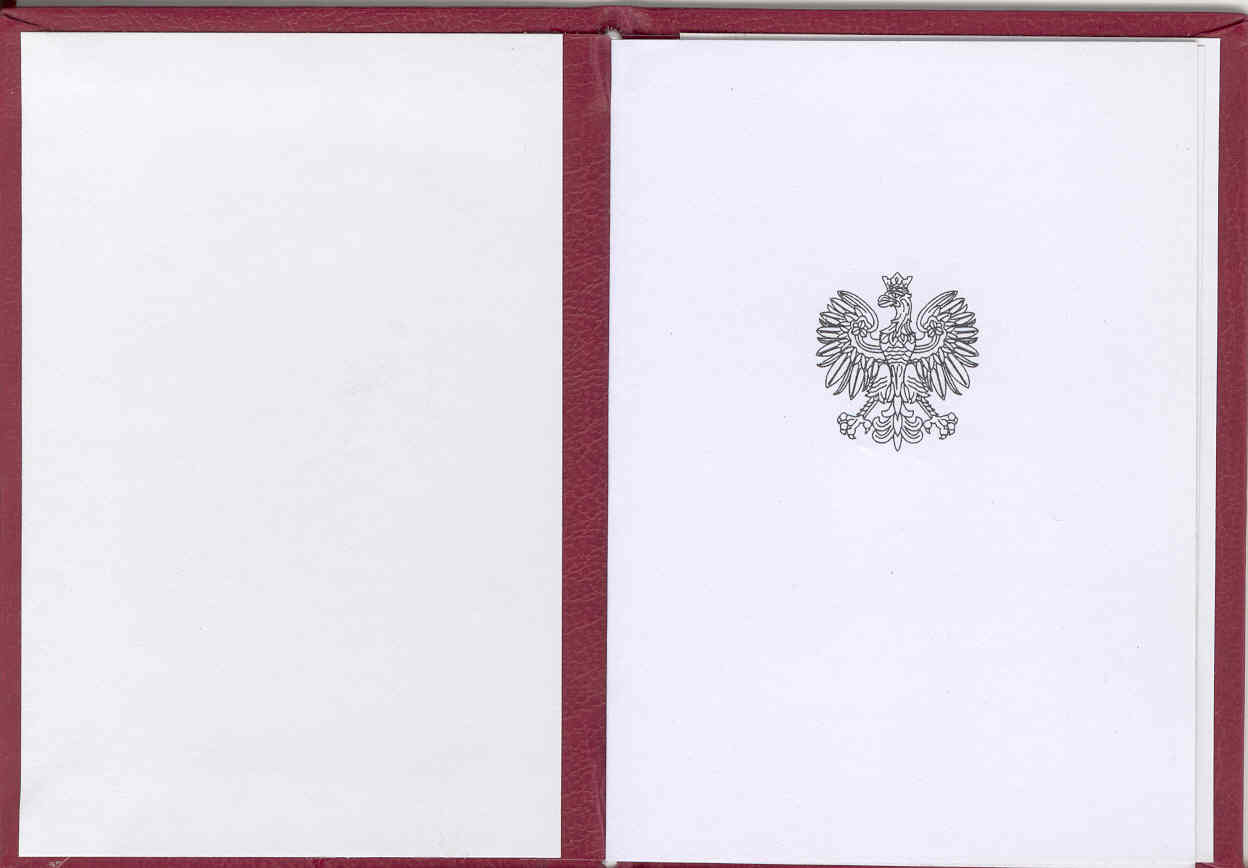
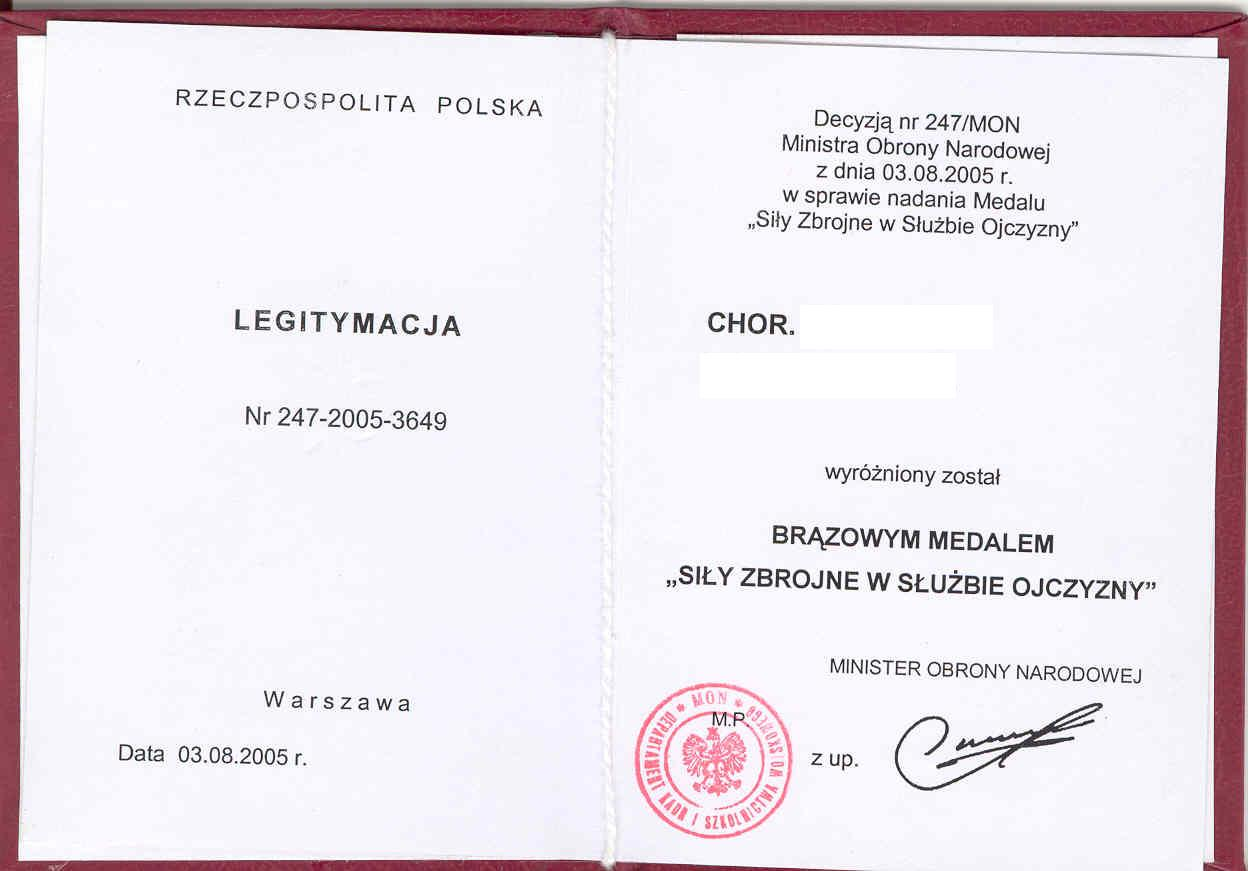
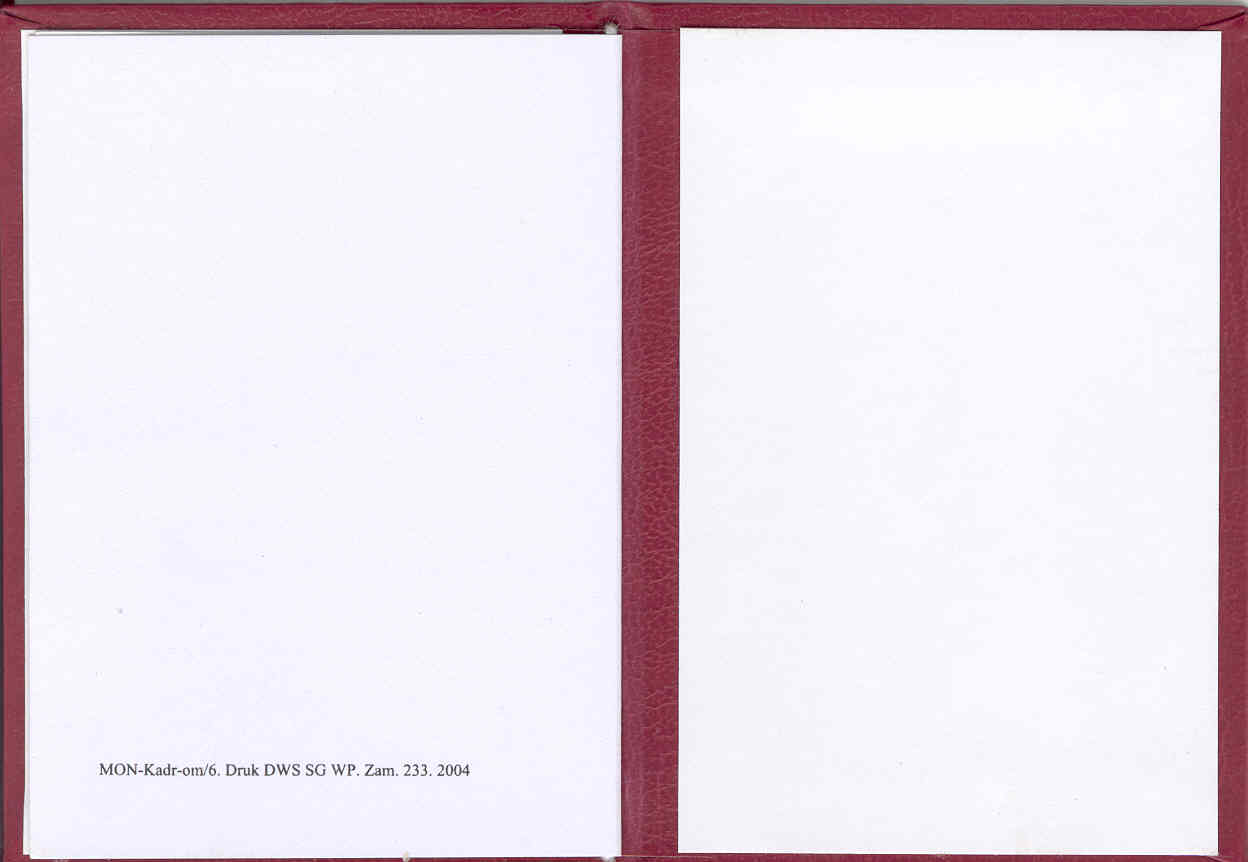
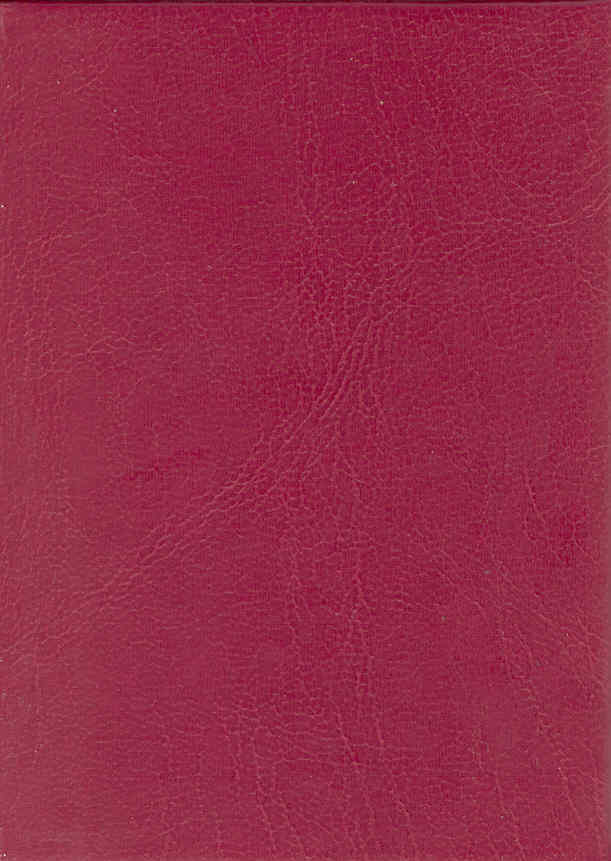